# NGC 3607
NGC 3607 est une galaxie lenticulaire située dans la constellation du Lion. NGC 3607 a été découverte par l'astronome germano-britannique William Herschel en 1784.

## Caractéristiques

### Distance
Sa vitesse par rapport au fond diffus cosmologique est de 1 266 ± 24 km/s, ce qui correspond à une distance de Hubble de 18,67 ± 1,35 Mpc (∼60,9 millions d'al).
À ce jour, une vingtaine de mesures non basées sur le décalage vers le rouge (redshift) donnent une distance de 21,405 ± 6,208 Mpc (∼69,8 millions d'al), ce qui est à l'intérieur des valeurs de la distance de Hubble. Puisque cette galaxie est relativement rapprochée du Groupe local, il est probable que cette valeur soit plus près de la distance réelle de NGC 3607. Notons que c'est avec la valeur moyenne des mesures indépendantes, lorsqu'elles existent, que la base de données NASA/IPAC calcule le diamètre d'une galaxie.

### Galaxie active et de Seyfert
NGC 3607 est une galaxie active de type Seyfert 2. Selon la base de données Simbad, NGC 3607 est une galaxie active qui contient un quasar (3C 264.0).

## Trou noir supermassif
Des observations réalisées avec le télescope spatial Hubble ont permis de détecter un trou noir supermassif au centre de NGC 3607. La masse de celui-ci est estimée à 1,2+0,4
−0,4 x 108 {\displaystyle M_{\odot }}.

## La matière noire dans NGC 3607
L'étude SLUGGS (en) basée sur la cinématique des amas globulaires autour de 25 galaxies a permis de déterminer la distribution et la densité de la matière noire dans celles-ci à l'intérieur d'une zone allant jusqu'à 5 fois le rayon des galaxies. Trois galaxies bonus se sont ajoutées à ces 25 galaxies et NGC 3607 était parmi ces trois galaxies.
NGC 3607 et NGC 3608 étaient les galaxies qui présentaient les plus faibles densités de matière noire, avec des valeurs de {\displaystyle \log(\rho _{DM})=} 6,2 {\displaystyle M_{\odot }}/kpc3 pour la première et de {\displaystyle \log(\rho _{DM})=} 6,2 {\displaystyle M_{\odot }}/kpc3 pour la deuxième.

## Groupe de NGC 3686 et de NGC 3607
Dans un article paru en 1998, Abraham Mahtessian mentionne que NGC 3599 appartient à un groupe comprenant huit galaxies. Toutes les galaxies inscrites par Mahtessian à ce groupe, sauf NGC 3599 et NGC 3605, font partie du groupe de NGC 3686 cité dans les articles de Chandreyee Sengupta (année 2006) et de A.M. Garcia (année 1993),.
D'autre part, la galaxie la plus brillante du groupe cité par Mahtessian est NGC 3607. On peut donc donner le nom de groupe de NGC 3607 à celui-ci. Les huit galaxies de ce groupe sont selon Mahtessian NGC 3599, NGC 3605, CGCG 1114,2+1804 (UGC 6296), NGC 3607, NGC 3608, CGCG 1115,6+1907 (UGC 6320), NGC 3626 et NGC 3659.